# Irmgard Höfer von Feldsturm

Irmgard Höfer von Feldsturm um 1909

Irmgard Adelheid Rosa Höfer von Feldsturm, geborene Sölch (* 14. August 1865 in Košátky (Koschatek), Böhmen; † 1. Februar 1919 in Wien) war eine österreichische Schriftstellerin. Unter dem Namen Irma von Höfer veröffentlichte sie Feuilletons, Novellen und Romane aus dem Offiziersmilieu und aus der Biedermeierzeit.

## Angehörige und Lebenslauf
Irmgard Höfer von Feldsturm wurde in Košátky (Koschatek) in der Pfarrei Dolni Slivno, im  Bezirk Jungbunzlau in Böhmen geboren. Sie war eine Tochter des Johann Georg Sölch (1832–1873) aus Mühlessen (Milhostov) bei Eger in Westböhmen. Dieser war Ober-Ingenieur und selbständiger Unternehmer bei der Projektierung von Bahnlinien und später Grundbesitzer in Košátky. Ihre Mutter, Josefine Karnitschnig, stammte aus Friedau (Ormož) in der Untersteiermark, heute in Slowenien gelegen.
Irmgard Höfer von Feldsturm hatte den Bruder, Hermann Sölch (* 1859, verstorben in Krcevina (Dompfarrei Marburg) am 26. November 1926), der Realitätenbesitzer in Friedau, Pettau (Ptuj) und Probezje in Slowenien und mit Sidonia (Sida) O´Lynch de Lynch (Town), Tochter des Carl O´Lynch de Town (* 1834; † 11. Mai 1916 in Graz), Obergeometer der Evidenzhaltung, k.k. Oberst, 1862 verehelicht mit Emilie von Gjurkovecki (* 1845; † 1897 in Graz) und Nichte des Malers Carl O’Lynch of Town, verehelicht war.
Irmgard Höfer von Feldsturm war die Ehefrau des österreich-ungarischen Feldmarschallleutnants Franz Ritter Höfer von Feldsturm (1861–1918).

## Werk
Irma von Höfer ist eine Vertreterin des deutschsprachigen historischen Romans. Sie porträtiert in ihren nach 1900 herausgegebenen Romanen die Gesellschaft des 19. Jahrhunderts. Die Biedermeierzeit wird in Fanny Elßler – Friedrich von Gentzens letzter Liebestraum beschrieben, vertreten durch historische Personen wie die Tänzerin Fanny Elßler und ihren 46 Jahre älteren Lebensgefährten Friedrich von Gentz, den Sekretär des wichtigsten Gestalters dieser Epoche, Fürst Metternich. Aber auch das Leben der bürgerlichen Gesellschaft dieser Zeit wird In der engen Gasse dargestellt.
Andere ihrer Romane beschäftigen sich mit dem Leben der k.u.k. Offiziere, einer Welt, in die sie als Gattin eines österreichisch-ungarischen Generals Einblick hat. Irma von Höfer wird damit zur Mitbegründerin eines Subgenres des historischen Romans, in der diese Welt des Kasernenlebens, oft fern der Familie, in den Grenzgarnisonen der Habsburgermonarchie, dargestellt wird. Die Offiziere sind oft melancholisch und von Zukunftsängsten geplagt. Entweder sie haben unstandesgemäße Liebschaften oder sie können ihre standesgemäße Geliebte aus Geldmangel bei Fehlen einer Heiratskaution nicht ehelichen. Spielschulden und der Ehrenkodex, der immer wieder zu den damals schon verbotenen Duellen führt, sind weitere Elemente dieses Stoffs. Diese Beschreibungen finden in Joseph Roths Roman Radetzkymarsch und in Arthur Schnitzlers Novelle Lieutenant Gustl ihre Höhepunkte.
Irma von Höfers oft sentimentale Darstellungen waren populär, riefen aber Kritiker wie Karl Kraus auf den Plan. Besonders ihre Zeitungsfeuilletons, die sie im Ersten Weltkrieg zum Ruhm der k.u.k. Armee verfasste, während ihr Mann Franz Höfer von Feldsturm als Stellvertreter des Generalstabschefs Franz Conrad von Hötzendorf fungierte, waren Karl Kraus ein Dorn im Auge. Sowohl in seinem Weltgericht als auch in Die letzten Tage der Menschheit wird Irma von Höfer namentlich erwähnt und scharfzüngig kritisiert.

## Werke
- Jugend, ein Roman, 1907
- Frühlingssturm, ein Roman, 1908
- Schuld, Geschichte einer Liebe, 1908
- Am Lido, 1909.
- Im Taumel, 1910
- In der engen Gasse, ein Roman aus der Biedermeierzeit, 1911
- Offizierstöchter, 1912
- Schattentage, Berlin, Gebr. Paetel, 1915
- Die Erwartung, Berlin, Gebr. Paetel, 1916
- Familie Marhold, Wien, Phillip, 1916
- Marburger Frühling, Untersteirische Idyllen, Marburger Spätherbsttage, Schloß Wurmberg, Steirischer Schnee, Erzählungen, in: Franz Hausmann (Hrsg.): Südsteirische Heimat, 1916
- Fanny Elßler. Friedrich von Gentzens letzter Liebestraum, Roman, 1921, aus dem Nachlass herausgegeben.